# Florence Roberts
Florence Roberts (16 de marzo de 1861 – 6 de junio de 1940) fue una actriz estadounidense que trabajó en teatro y cine.

## Biografía
Nacida en Isla de Man, Roberts empezó a actuar en varios teatros en Nueva York, cuando apenas tenía 19 años. Su carrera comenzó cuando actuó en Hoop of Gold, una producción que se llevó a cabo en un teatro de ópera en Brooklyn. Roberts consiguió su primer papel teatral en Denman Thompson Company y llegó a protagonizar varias producciones en N.B. Curtis Company. Esas experiencias le dieron lugar para aparecer en varias producciones en Broadway. Roberts apareció en Zala, una producción de David Belasco. Dirigió una sociedad anómima teatral en Filadelfia, durante un período de quince años. Roberts llegó a realizar tres giras mundiales. Llegó a hacer una gira en un teatro de repertorio de origen sudafricanó, y una gira con los actores del teatro de Henry Duffy por Australia. llegó a trabajar en una sociedad anónima teatral en Boston y en varias ciudades.

## Carrera cinematográfica
La carrera cinematográfica de Roberts se volvió famosa, esto debido a que Roberts protagonizó una película de comedia dirigida por Mack Sennett. Sennett al verla trabajar enYour Uncle Dudley, la contrato para aparecer en Grandma's Girl (1930). Sus primeras películas fueron A Wife's Suspicion and A Wise Dummy, ambas películas fueron estrenadas en 1917. Entre sus actuaciones más famosas, Esta la serie de películas de Jones Family, donde interpretó a la Abuela.

## Vida personal
Roberts se casó con el actor Walter Gale, la pareja tuvo un hijo, Robert Gale.

## Muerte
Florence Roberts murió debido a una enfermedad cardiovascular en su casa en Hollywood, la actriz tenía 79 años. Fue enterrada en Forest Lawn Memorial Park, los servicios funerales se llevaron a cabo en Wee Kirk of the Heather. Mientras que sus elogios fueron leídos por su hijo adoptivo, Edward Everett Horton. La muerte de Roberts sucedió de forma inesperada. Esto debido a que acababa de regresar después de un viaje de vacaciones en Panamá. Además, Roberts había vuelto para completar la serie de películas de 20th Century Fox, The Jones Family.

## Filmografía
- Allan Quatermain (1919) - Mrs. McKenzie
- The Man Who Was Afraid (1920) - Mrs. Robinson
- The Sleepwalker (1922) - Mrs. Fabian Dumond
- The Vulture's Prey (1922) - Landlady
- The Best People (1925) - (Sin acreditar)
- The Eyes of the World (1930) - The Maid
- Soup to Nuts (1930) - Junior's Mother (Sin acreditar)
- Kept Husbands (1931) - Mrs. Henrietta Parker
- Bachelor Apartment (1931) - Mrs. Halloran (Sin acreditar)
- Everything's Rosie (1931) - Mrs. Lowe
- Too Many Cooks (1931) - Mother Cook
- Fanny Foley Herself (1931) - Lucy
- Her Majesty, Love (1931) - Grandma (Sin acreditar)
- Westward Passage (1932) - Mrs. Ottendorf
- What Price Hollywood? (1932) - Elderly Brown Derby Diner (Sin acreditar)
- Make Me a Star (1932) - Mrs. Gashwiler
- The All American (1932) - Mrs. King
- Vanity Street (1932) - Annie - Fern's Maid (Sin acreditar)
- Officer Thirteen (1932) - Granny
- Employees' Entrance (1933) - Shoe Customer (Sin acreditar)
- Dangerously Yours (1933) - Mrs. Lathem
- Fast Workers (1933) - Short Window Shopper (Sin acreditar)
- Daring Daughters (1933) - Ginger Hemingway - the Grandmother
- A Bedtime Story (1933) - Flower Shop Customer (Sin acreditar)
- Lilly Turner (1933) - Wedding Guest Calling for Bride (Sin acreditar)
- Melody Cruise (1933) - Miss Potts
- The Song of Songs (1933) - Book Store Customer (Sin acreditar)
- Torch Singer (1933) - Mother Angelica
- Ever in My Heart (1933) - Eunice (Sin acreditar)
- Blood Money (1933) - Judge's Wife (Sin acreditar)
- Hoop-La (1933) - Ma Benson
- The Meanest Gal in Town (1934) - Mom - Old Stranded Actress (Sin acreditar)
- Miss Fane's Baby Is Stolen (1934) - Agnes
- Success at Any Price (1934) - Cleaning Woman (Sin acreditar)
- Student Tour (1934) - Elderly Woman (Sin acreditar)
- Cleopatra (1934) - Lady Flora
- Babes in Toyland (1934) - Widow Peep
- Sons of Steel (1934) - Sarah Mason
- Rocky Mountain Mystery (1935) - Mrs. Ballard
- Public Opinion (1935) - Mrs. Buttons
- The Nut Farm (1935) - Ma Barton - Willie's Mother
- Les Misérables (1935) - Toussaint
- Every Night at Eight (1935) - Mrs. Murgatroyd (Sin acreditar)
- Accent on Youth (1935) - Mrs. Benham (Sin acreditar)
- Harmony Lane (1935) - Mrs. Foster
- Your Uncle Dudley (1935) - Janet Dixon
- The Country Doctor (1936) - Grandmother (Sin acreditar)
- Every Saturday Night (1936) - Granny Evers
- Nobody's Fool (1936) - Mary Jones
- Back to Nature (1936) - Granny Jones
- Off to the Races (1937) - Granny Jones
- Nobody's Baby (1937) - Mrs. Mason - Landlady
- The Jones Family in Big Business (1937) - Granny Jones
- The Life of Emile Zola (1937) - Madame Zola
- The Prisoner of Zenda (1937) - Duenna (Escenas eliminadas)
- Hot Water (1937) - Granny Jones
- Borrowing Trouble (1937) - Granny Jones
- Love on a Budget (1938) - Granny Ida Jones
- A Trip to Paris (1938) - Granny Jones
- Safety in Numbers (1938) - Granny Jones
- Personal Secretary (1938) - Mrs. J. J. Farrell
- Down on the Farm (1938) - Granny Jones
- The Storm (1938) - Mrs. Roberts
- Everybody's Baby (1939) - Granny Jones
- The Jones Family in Hollywood (1939) - Granny Jones
- Quick Millions (1939) - Granny Jones
- Too Busy to Work (1939) - Granny Jones
- Abe Lincoln in Illinois (1940) - Mrs. Bowling Green
- Young as You Feel (1940) - Granny Jones
- Double Alibi (1940) - Landlady (Sin acreditar)
- On Their Own (1940) - Granny Jones